# Cratere Ameta
Ameta è un cratere sulla superficie di Rea.